# Pont-Saint-Pierre
Pont-Saint-Pierre – miejscowość i gmina we Francji, w regionie Normandia, w departamencie Eure.
Według danych na rok 1990 gminę zamieszkiwały 882 osoby, a gęstość zaludnienia wynosiła 128 osób/km² (wśród 1421 gmin Górnej Normandii Pont-Saint-Pierre plasuje się na 274 miejscu pod względem liczby ludności, natomiast pod względem powierzchni na miejscu 541).